# 巴特爾普萊恩鎮區 (明尼蘇達州羅克縣)
巴特爾普萊恩鎮區（英語：Battle Plain Township）是位於美國明尼蘇達州羅克縣的一個行政鎮區。

## 歷史
巴特爾普萊恩鎮區原名為里弗賽德鎮區（Riverside Township），於1877年設立，1878年改為現稱。現稱因該地曾是與原住民部落打仗的戰場而得名。

## 地方資料
巴特爾普萊恩鎮區的面積為94.01平方千米，當中陸地面積為93.97平方千米，而水域面積為0.04平方千米。根據2020年美國人口普查的數據，當地共有人口200人，而人口密度為每平方千米2.13人。